# Elstertalbrücke

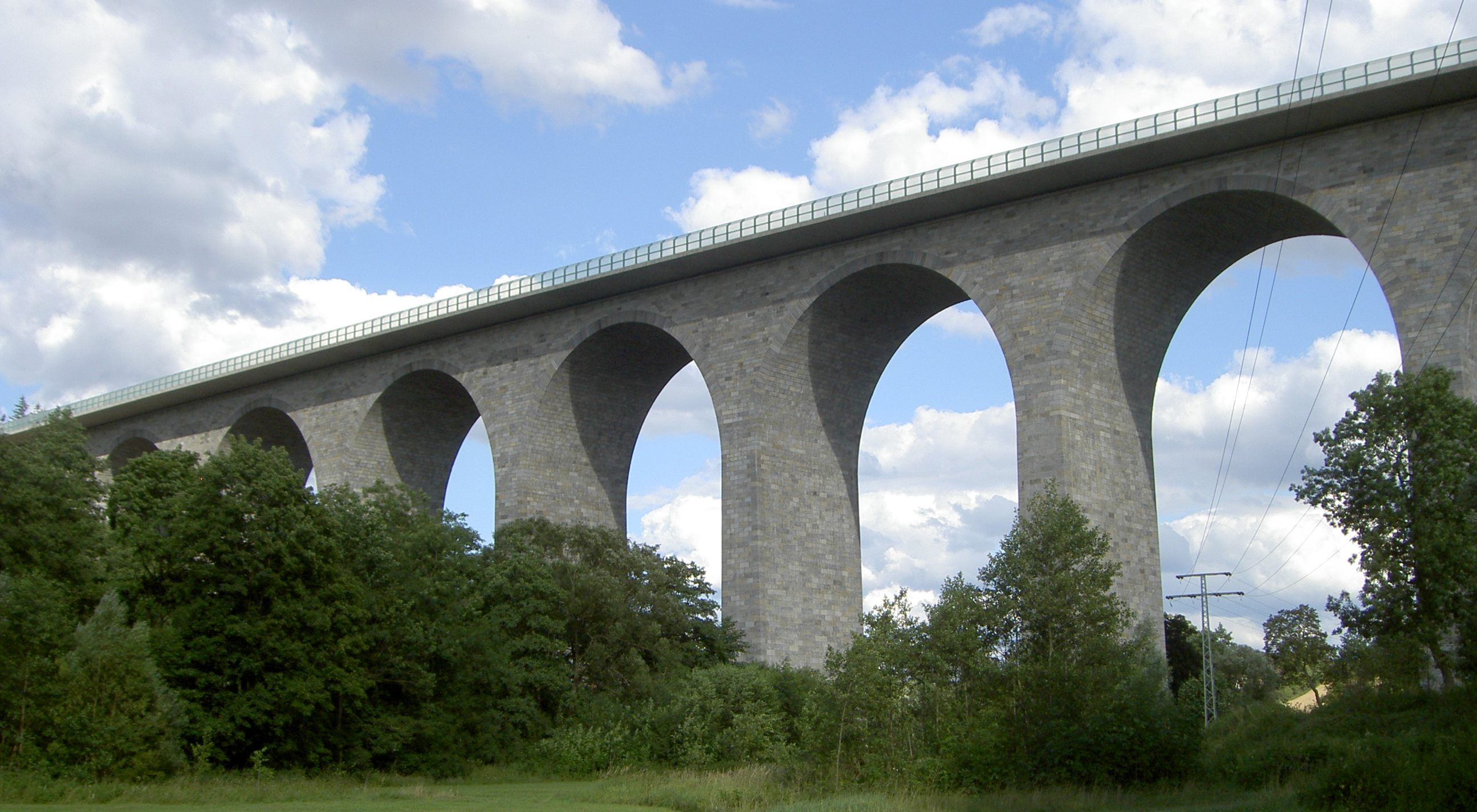
Elstertalbrücke.

Elstertalbrücke é uma ponte rodoviária, localizada na Alemanha. A estrada
Bundesautobahn 72  passa pela ponte que tem 503,5 m metros de comprimento. A obra foi iniciada em 1937, e interrompida com o advento da Segunda Guerra Mundial em 1940. A construção foi reiniciada em 1990 e a ponte foi inaugurada finalmente em 6 de setembro de 1993.